# Liste der Monuments historiques in Jaligny-sur-Besbre
Die Liste der Monuments historiques in Jaligny-sur-Besbre führt die Monuments historiques in der französischen Gemeinde Jaligny-sur-Besbre auf.

## Liste der Bauwerke
| Bezeichnung                                   | Beschreibung                           | Standort | Kennzeichnung | Schutzstatus | Datum | Bild           |
| --------------------------------------------- | -------------------------------------- | -------- | ------------- | ------------ | ----- | -------------- |
| Schloss                                       | Erbaut im 13. Jahrhundert              | (Lage)   | PA00093125    | Inscrit      | 1972  | weitere Bilder |
| Château du Lonzat (Fotos in der Base Mérimée) | Schloss, erbaut im 18./19. Jahrhundert | (Lage)   | PA03000002    | Inscrit      | 1997  |                |

## Liste der Objekte
| Bezeichnung                                              | Beschreibung           | Standort                             | Kennzeichnung | Schutzstatus | Datum | Bild           |
| -------------------------------------------------------- | ---------------------- | ------------------------------------ | ------------- | ------------ | ----- | -------------- |
| Büste der heiligen Agnes (Foto in der Base Palissy)      | Stein, 15. Jahrhundert | im Schloss (Lage)                    | PM03000136    | Classé       | 1906  |                |
| Skulpturengruppe Pietà                                   | Stein, 15. Jahrhundert | in der Kirche St-Hippolyte (Lage)    | PM03000135    | Classé       | 1906  | weitere Bilder |
| Zwei Skulpturen: Heilige Barbara und Johannes der Täufer | Stein, 15. Jahrhundert | in der Kirche Saint-Hippolyte (Lage) | PM03000134    | Classé       | 1902  |                |
| Zwei Skulpturen: Heilige Barbara und Johannes der Täufer | Stein, 15. Jahrhundert | in der Kirche Saint-Hippolyte (Lage) | PM03000134    | Classé       | 1902  |                |